# Michel Echenique Isasa
Michel Echenique Isasa (Clermont-Ferrand, França,  26 de maio de 1949 — 27 de maio de 2010, Brasil). Adquiriu a nacionalidade espanhola, posteriormente. Dedicou-se ao estudo da filosofia do oriente e do ocidente, e logo se dedicou ao ensino de diversas técnicas físicas e mentais contidas nas tradições marciais do Tibet, China, Japão e Coreia. Deu aulas, palestras e seminários em vários países da América e da Europa. Foi o fundador (Sokê) da Arte Marcial Nei Kung.

## Graduações
Desde a década de 1970, Michel Echenique obteve graduações em diversas Artes Marciais:
- 4º Dan de Kempô da I.K.K.A.
- 3º Dan de Taekwondo
- 2º Dan Shotokan Karatê
- 2º Dan de Kempo Karatê
- 1º Dan Tai Do Kann

A partir de 1973, começou a formar-se com um Mestre tibetano no Sistema Tumo (o Calor Interno) e também com o Mestre Cheng King Chuan, 2º Dragão de Shao Lin, que durante 10 anos lhe ensinou um dos estilos internos do monastério, conhecido como Nei Kung.

## Nei Kung
O Nei Kung é uma Arte Marcial filosófica de origem Tibetano-Chinesa que permaneceu como escola aberta na China até o século III, continuando a ser transmitido posteriormente de forma reservada e exclusiva, sem que tenha existido registro de nova atividade pública até os dias atuais.
Sua origem mítica remonta, no Tibet, aos ensinamentos do mestre Rigden e na China ao Imperador Amarelo e aos ensinamentos do I Ching. 
Historicamente se lhe atribuem 3 fontes:
- Taoismo: através do grande Mestre Guan Yin Hi, que passou seus conhecimentos para o mestre Lú Yen.
- Confucionismo: través dos ensinamentos do mestre Kung-fu-tsé, do Pa-Kua e transmitidas pelo mestre Liu Hua Yang.
- Budismo: através do mestre Ta Mo (Bodhidharma) que transmitiu seus ensinamentos em Shao Lin.

O Mestre Cheng pediu a Michel Echenique para, antes de ensinar esse método, adaptá-lo à realidade atual e à mentalidade ocidental, que se retirou, então, em 1980, de todas as federações internacionais a que pertencia para, com um pequeno grupo de auxiliares, começar o trabalho de adaptação do Nei Kung. 
A partir de 1984, Michel Echenique refundou o Nei Kung como estilo marcial, com a denominação de Nei Kung-Tsé, adaptado-o à mentalidade atual do ocidente e começando sua difusão.

## Instituto Bodhidharma
Em 1987, fundou o Instituto Internacional de Artes Marciais Filosóficas Bodhidharma. O Instituto Bodhidharma está presente em diversos países com 280 faixas pretas reconhecidos internacionalmente em 15 países, e mais de 1600 praticantes, contabilizados em maio de 2010.